# Liposukcija
Liposukcija je kirurška tehnika za odstranitev lokaliziranega podkožnega maščevja z vsesavanjem skozi kanilo, uvedeno pod kožo.